# 阿尔布内阿
阿尔布内阿（英語：Tiburtine Sibyl）。古罗马女巫之一。长期存在于古代伊特鲁里亚地区。其事迹反映于古典作家的相关著述中，具有重大地宗教影响与历史意义。

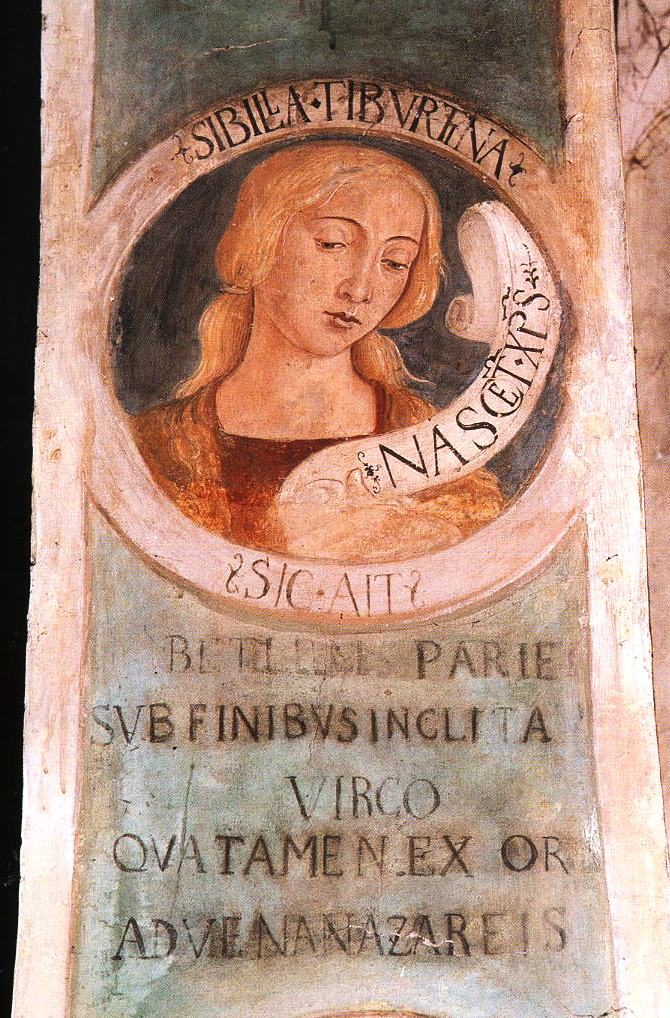
壁画在圣约翰福音蒂沃利的教堂。 1483 。